# Dariusz Świercz
Dariusz Świercz (Tarnowskie Góry, 31 de maig de 1994), és un jugador d'escacs polonès, que té el títol de Gran Mestre des de 2009, quan el va assolir a l'edat de 14 anys, 7 mesos i 29 dies, cosa que el convertí en un dels GM més joves de la història. El 2018 va canviar de Federació i va passar a representar internacionalment els Estats Units.
A la llista d'Elo de la FIDE del gener de 2022, hi tenia un Elo de 2656 punts, cosa que en feia el jugador número 10 (en actiu) dels Estats Units, i el 88è del món. El seu màxim Elo va ser de 2670 punts, a la llista de l'agost de 2019.

## Resultats destacats en competició
El 2011, es proclamà Campió del món juvenil a Chennai (Índia), en empatar al primer lloc amb 10½ punts de 13 amb l'armeni Robert Hovhannisian, però superar-lo per millor desempat. Aquest resultat li valgué una plaça per a la Copa del Món de 2013 on va eliminar Vadim Zviàguintsev a la primera ronda, però fou eliminat per Aleksandr Grisxuk a la segona. Al Campionat de França per equips de 2013 obtingué la medalla d'or com a millor primer tauler després de puntuar 7½ punts d'11 partides i una performance de 2739.

### Participació en olimpíades d'escacs
Świercz ha participat, representant Polònia, en l'Olimpíada d'escacs de 2012 amb un resultat de (+5 =4 –1), per un 70,0% de la puntuació, amb una performance de 2705.